# Chiesa di Santa Maria del Carmine (Torre Annunziata)
La chiesa di Santa Maria del Carmine, popolarmente nota come chiesa di Maria SS. del Carmelo, è un edificio di culto cattolico di Torre Annunziata, situata nel quartiere Carminiello, facente parte dell'8º decanato della Diocesi di Nola.

## Storia
Nel 1782, nella borgata del Carminiello, in un terreno di proprietà del Conte Nicola Vincenti di Castellammare di Stabia, fu restaurata ed ampliata una cappella rurale dedicata alla Madonna del Carmine, da cui il nome della borgata, con annessa abitazione. Durante i lavori vennero alla luce dei sepolcri risalenti all'antica Oplontis, posti forse sull'antica via che conduceva a Pompeii.

Passata in eredità ai figli e poi ai nipoti, questi ultimi con atto notarile del 13 agosto 1912, autorizzarono Monsignor Agnello Prisco, parroco della Basilica Ave Gratia Plena di cui la cappella era rettoria,  a costruirvi una nuova chiesa, che inglobò tale cappella che fu adibita a sagrestia.
Elevata a parrocchia il 1º aprile 1928 dal Cardinale Egisto Domenico Melchiori, nel dopoguerra la chiesa fu ricostruita dall'IACP in una zona accatastata per l'edilizia popolare.